# Варсонофий (Ходыкин)
Епископ Варсонофий (Ходыкин) — епископ Западнорусской православной митрополии, епископ Смоленский.

## Биография

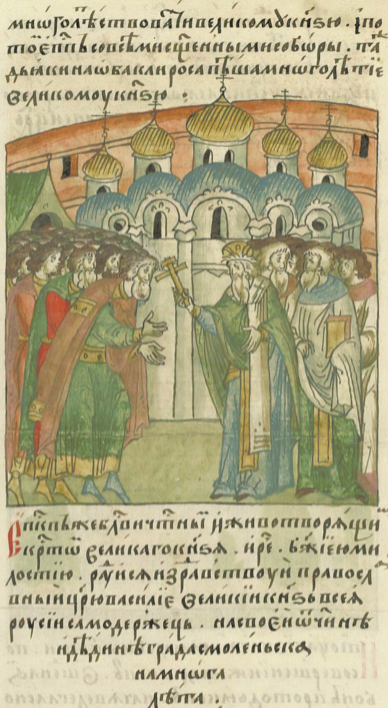
Епископ смоленский Варсонофий Ходыкин благословляет Василия III

Рукоположён во епископа Смоленского в 1509 году.
29 июля 1514 года великий князь Василий Иоаннович лично осадил Смоленск; артиллерия действовала успешно, и Смоленск подвергся великой опасности. Епископ Варсонофий явился ходатаем за город и жителей пред великим князем. Он просил его прекратить осаду до следующего дня, обещая сдачу города. Когда великий князь не внял этой просьбе и продолжал осаду, епископ вместе с боярами, знатными гражданами и королевским наместником предложил немедленную сдачу города. На следующий день Варсонофий, осеняя великого князя крестом, приветствовал его словами: «Божиею милостию радуйся и здравствуй, православный Царь всея Русии, на своей отчине и дедине града Смоленска». Василий Иоаннович подтвердил права и привилегии города и, в частности, церкви Смоленской и епископской кафедры.
Но позднее в том же году смоляне узнали о поражении русских под Оршей. Боясь гнева польского короля Сигизмунда, а может быть, и по привычке к польскому владычеству, которое продолжалось уже 110 лет, они задумали изменить великому князю. Во главе изменников стал епископ Варсонофий, который послал к польскому королю своего племянника с просьбою идти немедленно ко Смоленску, обещая лёгкую победу. Действительно, князь Константин Острожский с армией ВКЛ немедленно подступил к городу. Предупреждённый об измене наместник великого князя, князь Василий Шуйский, принял меры к обороне. Изменники были повешены на городской стене на виду у поляков.
Епископа Варсонофия отправили к великому князю в Дорогобуж. Он был лишён сана и отправлен сначала в ссылку в Чудов монастырь, а затем на заточение в Спасо-Каменный монастырь на Кубенском озере.
Год кончины его неизвестен.